# Value Gap
Das „Value Gap“ (wörtlich „Wertlücke“; sinngemäß Wertschöpfungslücke) ist ein Schlagwort aus der rechtspolitischen Debatte um das Urheberrecht. Der Begriff verweist auf ein behauptetes Wertschöpfungsungleichgewicht zwischen den Inhabern von Urheberrechten und verwandten Schutzrechten auf der einen Seite und den Betreibern von Internetseiten, auf denen von Nutzern hochgeladene Medieninhalte bereitgehalten werden, auf der anderen Seite: Die Kreativwirtschaft leiste durch die Schaffung von Inhalten den Löwenanteil an der Wertschöpfung, doch würden die Verwertungserlöse in erheblichem Umfang von den Plattformbetreibern an sich gezogen. Aufgrund zu weitgehender gesetzlicher Haftungs- und Überwachungserleichterungen sei es diesen nämlich möglich, die von ihren Nutzern unrechtmäßig hochgeladenen Inhalte umfassend kommerziell auszuwerten, ohne die Rechteinhaber an den so erzielten Einnahmen zu beteiligen. Der so behaupteterweise hervorgerufene „Wertabfluss“ wird bisweilen auch als Transfer of Value bezeichnet.

## Begriffsgeschichte
Die Verwendung des Begriffs „Value Gap“ im beschriebenen Sinn ist relativ neu. Wimmers/Barudi sehen den Ursprung in einer Kampagne großer amerikanischer Musiklabels, die damit 2015 anlässlich von Vergütungsverhandlungen mit einigen Hosting-Plattformen für höhere Vergütungssätze warben. Auch die International Federation of the Phonographic Industry (IFPI) prangerte in ihrem Digital Music Report 2015 das „Value Gap“ als „Marktverzerrung“ an, die dadurch verursacht werde, dass die digitalen Diensteanbieter die üblichen Regeln der Lizenzierung von Musik umgingen. Eine Reihe von Musikern sprach sich, dezidiert mit Bezug auf ein „Value Gap“, für höhere Vergütungen durch Google, den Betreiber des weltweit größten Videoportals YouTube, aus.
Später wurde das „Value Gap“ vor allem auch im Kontext von Gesetzesänderungen bemüht, um Vorschläge über gesteigerte Pflichten für Plattformbetreiber zu rechtfertigen. In der 2016 eingereichten Stellungnahme von 18 Vereinigungen und Organisationen aus der Musikindustrie für eine Reform des amerikanischen Digital Millennium Copyright Act wurde ein „inakzeptables Value Gap zwischen der Nachfrage nach Musik und den an Urheber und Eigentümer zurückfließenden Erlösen“ kritisiert, das in erheblichem Maße von einer dysfunktionalen Gesetzeslage begünstigt werde. Haftungsfreistellungen, die eigentlich für „passive Intermediäre“ im Internet gedacht gewesen seien, bewahrten tatsächlich auch „aktive Anbieter digitaler Musik“ davor, Lizenzen mit Rechteinhabern aushandeln zu müssen. In einem Brief an den neu gewählten amerikanischen Präsidenten, Donald Trump, sprachen die American Association of Independent Music sowie 18 weitere Vereinigungen und Organisationen aus der Musikindustrie Ende 2016 unter Verballhornung des Begriffs „value gap“ von einem „value grab“ (zu englisch grab „zugreifen, zupacken“), den es zu beseitigen gelte. Einige Internetkonzerne würden „rechtliche Schlupflöcher ausnutzen“ und auf diese Weise „das amerikanische Recht auf perverse Weise missbrauchen, um Musikschaffende unter Wert zu bezahlen und damit einen Motor der Volkswirtschaft und des Arbeitsmarkts beschädigen“.

## Urheberrecht der Europäischen Union
Eine prominente Rolle nahm die Frage nach einem „Value Gap“ in der Debatte um den 2016 vorgelegten Vorschlag der Europäischen Kommission für eine neue EU-Richtlinie über das „Urheberrecht im digitalen Binnenmarkt“ ein. Die Kommission wollte mit ihrem Gesetzgebungsvorschlag durch Justierung des Haftungsregimes speziell auch auf eine Schließung der behaupteten Wertschöpfungslücke hinwirken. Der Vorschlag mündete 2019 in der Verabschiedung der DSM-Richtlinie; 2022 wurde zudem das Gesetz über digitale Dienste (DSA) beschlossen.

### Alte Rechtslage
Die Vertreter begründeten das gesetzgeberisch induzierte „Value Gap“ im Kern mit dem (vormals) in der Europäischen Union herrschenden Haftungssystem für Plattformbetreiber.
Nach alter Rechtslage traf einen Host-Provider dann keine Haftung, wenn er entweder „keine tatsächliche Kenntnis von der rechtswidrigen Tätigkeit oder Information [hat], und, in Bezug auf Schadenersatzansprüche, […] er sich auch keiner Tatsachen oder Umstände bewusst [ist], aus denen die rechtswidrige Tätigkeit oder Information offensichtlich wird“ und der Anbieter, „sobald er diese Kenntnis oder dieses Bewusstsein erlangt, unverzüglich tätig [wird], um die Information zu entfernen oder den Zugang zu ihr zu sperren“ (Art. 14 Abs. 1 E-Commerce-Richtlinie a.F.); eine proaktive, allgemeine Überwachungspflicht bestand nicht (Art. 15 Abs. 1 E-Commerce-Richtlinie a.F.). 2021 stellt der Gerichtshof klar, dass diese Regelung auch für die (kommerzielle) Videoplattform YouTube galt. Der Betreiber von YouTube komme erst dann nicht mehr in den Genuss der Haftungsbefreiung, „wenn er Kenntnis von den konkreten rechtswidrigen Handlungen seiner Nutzer hat, die damit zusammenhängen, dass geschützte Inhalte auf seine Plattform hochgeladen wurden“.
Dadurch sei, so die Kritik, im Ergebnis ein System geschaffen worden, in dem ein Plattformbetreiber im Wesentlichen abwarten könne, bis ein Rechteinhaber ihn auf einen neuen Rechtsverstoß hinweist und er den Inhalt löschen muss; zwischenzeitlich könne er an den Videoaufrufen verdienen, während der Rechteinhaber nicht nur die Überwachungskosten selbst schultern müsse und sich in einem ständigen Wettlauf mit den Hochladern befinden, sondern anschließend noch nicht einmal Schadens- oder Aufwendungsersatzansprüche gegen den Plattformbetreiber habe.

### Neue Rechtslage
Die DSM-Richtlinie und speziell der dortige Artikel 17 sollte der „Value Gap“-Problematik entgegenwirken. Die Regelung führte die neue Kategorie des „Diensteanbieters für das Teilen von Online-Inhalten“ ein, worunter die Richtlinie einen kommerziellen Anbieter versteht, dessen Hauptzweck darin besteht, „eine große Menge an von seinen Nutzern hochgeladenen, urheberrechtlich geschützten Werken oder sonstigen Schutzgegenständen zu speichern und der Öffentlichkeit Zugang hierzu zu verschaffen, wobei dieser Anbieter diese Inhalte organisiert und zum Zwecke der Gewinnerzielung bewirbt“ (Art. 2 Nr. 6 DSM-Richtlinie). Typische Beispiele sind Plattformen wie YouTube, Vimeo, Dailymotion, aber etwa auch Facebook. Artikel 17 bestimmt weiter, dass derartige Dienstanbieter mit dem Bereitstellen der hochgeladenen Inhalte eine Handlung der öffentlichen Wiedergabe vornehmen, und dass die Plattformen deswegen stets die Erlaubnis der betroffenen Rechteinhaber einholen müssen. Die Haftungsbefreiung aus Art. 5 DSA (ehemals Art. 14 Abs. 1 E-Commerce-Richtlinie) gilt in diesen Fällen nicht. Stattdessen greift nur dann eine Haftungsfreistellung, wenn der Anbieter

„a) alle Anstrengungen unternommen hat, um die Erlaubnis einzuholen; und
b) nach Maßgabe hoher branchenüblicher Standards für die berufliche Sorgfalt alle Anstrengungen unternommen hat, um sicherzustellen, dass bestimmte Werke und sonstige Schutzgegenstände, zu denen die Rechteinhaber den Anbietern dieser Dienste einschlägige und notwendige Informationen bereitgestellt haben, nicht verfügbar sind; und in jedem Fall
c) nach Erhalt eines hinreichend begründeten Hinweises von den Rechteinhabern unverzüglich gehandelt hat, um den Zugang zu den entsprechenden Werken oder sonstigen Schutzgegenständen zu sperren bzw. die entsprechenden Werke oder sonstigen Schutzgegenstände von seinen Internetseiten zu entfernen, und alle Anstrengungen unternommen hat, um gemäß Buchstabe b das künftige Hochladen dieser  Werke oder sonstigen Schutzgegenstände zu verhindern.“

Eine erleichterte Exkulpationsmöglichkeit besteht (nur) für „neue Diensteanbieter“ mit einem Jahresumsatz von maximal 10 Millionen Euro (Art. 17 Abs. 6 DSM-RL). Hierdurch wurde insgesamt ein neues Haftungs- und Lizenzsystem geschaffen, das den Plattformbetreibern weit größere Eigenanstrengungen als zuvor abverlangt, um eine Haftungsprivilegierung zu erlangen.

## Allgemeine Kritik
Terminologisch wird dem Begriff des „Value Gap“ zum Teil eine gewisse Unschärfe unterstellt. So bemerkt etwa Marušić, dass der Bezug nicht klar sei, da Marktwert und gesellschaftlicher Wert eines Werkes unterschiedlich zu bewerten seien. Deswegen liege die Frage des (monetären) „Wertes“, der einem Erzeugnis zugeordnet wird, letztlich im Auge des betrachtenden Nutzers. Ferner sei zu bedenken, dass einem Erzeugnis je nach Art und Weise seiner Präsentation auch ein „Innovations-“ bzw. „Inspirationswert“ zukommen könne.
Inhaltlich wird der Annahme eines „Value Gap“ entgegengehalten, dass die etwa von der IFPI zum Beleg angeführten Zahlen keine ausreichende Datengrundlage darstellten. Auch werde in der Debatte vernachlässigt, dass nicht einheitlich von „den Plattformbetreibern“ gesprochen werden könne. Tatsächlich bestünden erhebliche Unterschiede zwischen einzelnen Akteuren. So sei etwa YouTube als Videoplattform für die allermeisten Nutzer nicht in erster Linie ein Musikdienst, weshalb ein durchschnittlicher Nutzer der Plattform dort auch sehr viel weniger Musik konsumiere als dies über ein durchschnittliches Spotify-Nutzerkonto der Fall ist. Deshalb sei letztlich fraglich, ob den Rechteinhabern tatsächlich Vergütungseinbußen entstünden – bei den allermeisten Nutzern bestehe wohl gar keine Zahlungsbereitschaft für eine Musiknutzung: „Gäbe es YouTube nicht, so die Schlussfolgerung zu diesem Nutzer, würde dessen ‚Hörzeit‘ nicht auf andere Bezahlmodelle umgeleitet; sie wäre verloren.“ Zudem dürfe der Werbe- und Entdeckungseffekt durch frei zugängliche Musik nicht übersehen werden; dieser wirke sich letztlich auch positiv auf die entgeltliche Musiknutzung aus.
Daneben wird in Zweifel gezogen, inwieweit die „Kreativen“ tatsächlich selbst von höheren Vergütungen durch die Plattformbetreiben profitieren würden. So treten etwa Interpreten ihre Rechte in der Regel an ein Label ab bzw. räumen einem solchen die ausschließliche Nutzungsbefugnis ein. Daher fließen Vergütungen durch den Plattformbetreiber zunächst einmal an das Label – wie viel tatsächlich beim Interpreten ankommt, sei, so die Kritik, mithin ungewiss.